# Smaragdia bryanae
Smaragdia bryanae är en snäckart. Smaragdia bryanae ingår i släktet Smaragdia och familjen båtsnäckor. Inga underarter finns listade i Catalogue of Life.